# GTOPO30
GTOPO30 este un model digital de elevație pentru lume, dezvoltat de United States Geological Survey (USGS). Are o rezoluție de 30 de secunde de arc (aproximativ 1 km), și este împărțit în 33 de plăci stocate în formatul de fișier USGS DEM⁠(d).

## Precizie
Conform DTED⁠(d) și USGS DEM⁠(d) precizia verticală absolută a GTOP30 variază de la ±30 de metri.